# Erectea
Erectea (grec antic: Ἐρεχθηΐς) era el nom d'una tribu de l'antiga Atenes que tenia catorze demos. El seu nom provenia d'Erecteu, el primer rei de la ciutat.
Aquesta tribu es va establir amb les reformes de Clístenes. No hi ha gaire informació d'aquesta tribu. Només una inscripció de l'any 460 aC, o potser del 459 aC que dona una llista de víctimes d'un conflicte bèl·lic menciona dos generals, Frínic i Hipòdam, que hi van morir. Sembla que van ser elegits els dos conjuntament per dirigir l'exèrcit. També es menciona la mort d'un mantis o endeví que acompanyava l'exèrcit, ofici que no sembla especialment perillós.
Es creu que Críties formava part d'aquesta tribu, però no es coneix amb certesa.